# Mapa rosado

Mapa cor-de-rosa. Ultimátum británico de 1890.

En 1914, justo antes del inicio de la Primera Guerra Mundial, Europa dominaba toda África con la excepción de Abisinia (actual Etiopía) y Liberia, una muestra del imperialismo europeo, que también provocó continuas tensiones entre países durante la colonización del continente, visto como muy desfavorable para Italia y Alemania y muy beneficioso para Francia y Reino Unido. Otros países como Portugal, España o Bélgica tenían unas pocas colonias.

El Mapa rosado (o Mapa cor-de-rosa en portugués) fue un documento de 1890 que representaba las ambiciones territoriales de Portugal entre sus excolonias de Angola y Mozambique, donde hoy se sitúan los estados independientes de Zambia, Zimbabue y Malaui.  
Tras la independencia de Brasil en 1822, Portugal comenzó a centrar sus esfuerzos en explorar el interior de sus colonias de África, Angola y Mozambique, siendo los exploradores Hermenegildo Capelo y Roberto Ivens de los primeros europeos en cruzar África de costa a costa en la década de 1880. A estos les siguieron otros exploradores, como Alexandre de Serpa Pinto, que fue el primero en establecer una ruta razonablemente precisa entre Bié (en el actual territorio de Angola), la capital Lozi en la cuenca del río Zambeze (que cruza la actual Zambia). Así pues, el proyecto de conectar las dos colonias fue uno de los principales objetivos de Portugal durante toda la segunda mitad del siglo XIX. 
Sin embargo, esa pretensión resultaba inaceptable para los británicos, los cuales tenían su propio proyecto que chocaba frontalmente con el portugués: la conexión terrestre El Cairo-Ciudad del Cabo, es decir, todo un vasto control territorial en África que uniera por tierra Egipto y Sudáfrica, formando una cadena ininterrumpida de territorios bajo control británico que cruzara el continente africano de norte a sur.
Portugal invocó sus derechos alegando la primacía de sus exploradores al recorrer la ruta oeste-este uniendo las colonias portuguesas, pero los "derechos históricos" sobre los territorios africanos estaban basados casi exclusivamente en el principio de uti possidetis conforme al Congreso de Berlín de 1885 (lo cual había provocado una ola de "tomas de posesión" practicadas por expediciones europeas a lo largo de África). Precisamente el documento en el cual se basaban los reclamos portugueses era un mapa de las expediciones de Serpa Pinto donde el territorio entre Angola y Mozambique aparecía pintado en color rosa; la prensa portuguesa y la británica pronto popularizaron la expresión "Mapa rosado" para describir la pugna entre ambos países. 
El gobierno de Lisboa, presidido por José Luciano de Castro y el ministro de Relaciones Exteriores Henrique de Barros Gomes, buscó apoyo en Alemania (que poseía ya una colonia en la actual Tanzania, vecina a la zona en disputa), mostrándole la necesidad de contar con un "tercer país" que sirviese de aislante entre las posesiones británicas y germanas para así evitar conflictos. También Portugal pretendió el apoyo de los bóeres del Transvaal incidiendo en los proyectos expansionistas de Gran Bretaña. No obstante, el Imperio Alemán prefirió evitar una disputa con el Reino Unido y los afrikaners del Transvaal tampoco aceptaban un aumento de la influencia portuguesa en el sur de África. 
Gran Bretaña rechazó de plano las intenciones portuguesas y logró el apoyo de Estados Unidos para sus pretensiones; el gobierno británico financiaba además una agresiva expansión de su influencia en los territorios de Zambia y Rodesia (con apoyo del empresario Cecil Rhodes), incurriendo en gastos que el empobrecido Portugal no podía superar. Tras ello, Gran Bretaña presionó para que los portugueses renunciaran formalmente a todo reclamo sobre esos territorios y ello condujo al ultimátum británico de 1890, ante el cual Portugal acabó cediendo al no poder rivalizar en modo alguno con el Imperio Británico, la mayor potencia de la época.
La claudicación portuguesa causó gran consternación en la opinión pública lusitana, que consideraba el respeto al mapa rosado como una cuestión de orgullo nacional, siendo que el desenlace de la historia mostraba ejemplarmente la total decadencia del imperio portugués, debilitado y sin aliados, causando una mayor reflexión sobre el destino de Portugal. Además la crisis terminó dañando seriamente la imagen del rey Carlos I de Portugal y de la propia monarquía, forjando entre las élites políticas de Lisboa y Oporto la opción de una república como método de superar la inacción y pasividad de la cual acusaban a la Casa de Braganza.